# Ruínas romanas de Troia
As ruínas romanas de Tróia são um sítio arqueológico situado na margem esquerda do rio Sado, na face noroeste da península de Troia, em frente a Setúbal, no município de Grândola, freguesia do Carvalhal, em Portugal. As ruínas, que abrangem várias construções do período entre os séculos I ao VI, estão classificadas como Monumento Nacional desde 1910.

## História
Neste local existiu um agregado populacional dedicado à pesca e ao fabrico e exportação de conservas de peixe (garum), ativo desde o século I até o século VI. É provável que a península onde se localizava o povoado fosse, naquela época, uma ilha, que alguns identificam com a ilha de Ácala referida na obra Ora Maritima, de Avieno, um escritor latino do século IV. Não existem, no entanto, dados arqueológicos que o comprovem. Foi parte do território da cidade de Salácia (atual Alcácer do Sal).
No século XVI, os humanistas Gaspar Barreiros e André de Resende referem-se às ruínas, mas parecem te-las confundido com Cetóbriga (Setúbal). Vários autores as mencionam nos séculos seguintes, e na segunda metade do século XVIII foram realizadas as primeiras escavações arqueológicas conhecidas, patrocinadas pela infanta (e futura rainha) Dona Maria I. Nestes trabalhos foram escavadas umas casas romanas na zona hoje chamada "Rua das Casas da Princesa", em homenagem à infanta.
Em 1850 as escavações ganharam novo ímpeto com a criação da Sociedade Arqueológica Lusitana, que realizou trabalhos nas "Casas da Princesa", onde encontram paredes com pinturas e pisos com mosaicos, entretanto desaparecidos. Mais recentemente foram levadas a cabo várias campanhas entre 1948 e 1967, nas quais foram escavados os banhos, as casas de salga, as necrópoles e a basílica paleocristã.

## Indústria e ruínas
As estruturas mais características de Troia são as muitas oficinas de salga de peixe. Além destas, as ruínas abrangem ainda um núcleo habitacional com casas de rés-do-chão e primeiro andar (as chamadas "Casas da Princesa"), várias necrópoles, um columbário, termas, uma roda de água (rota aquaria) e os restos de uma basílica paleocristã.

### Oficinas de salga
A atividade industrial de Tróia estava centrada na pesca e fabrico de peixe em conserva, que era exportado para o resto do Império Romano e esteve ativo entre os séculos I e VI d.C. A localização numa ilha, a abundante pesca, a excelência do sal da região e a disponibilidade de ânforas foram condições ideais para a atividade. As ânforas utilizadas como envase eram provenientes de olarias situadas na margem direita do rio Sado, como Abul, antiga feitoria fenícia.
As oficinas de salga eram constituídas por uma série de tanques (cetárias) organizados ao redor de um pátio central. Um total de vinte oficinas foram identificadas, com dimensões variadas: a maior tinha mais de 1000 m2 e agrupava 19 tanques, enquanto que a menor tinha 135 m2 e 9 tanques. Pela grande densidade de tanques, acredita-se que era produzida uma considerável quantidade de peixe para exportação, ainda que os volumes sejam hoje desconhecidos.

### Termas
Os restos das termas, escavados em 1956, ocupam uma área de 450 m2. Incluíam apoditério (vestíbulo), frigidário (tanque de água fria), tepidário (água morna), caldário (água quente), com sistema de aquecimento subterrâneo (hipocausto), além de piscinas diversas e sala de ginástica. Numa das piscinas há restos de mosaicos.

## Produção de garum em 2021
Em 2021, a equipa de arqueologia das Ruínas Romanas de Tróia e o restaurante CAN THE CAN realizaram, pela primeira vez em mais de quinze séculos, uma produção de Garum num dos tanques de salga de peixe deste complexo arqueológico.
A produção resultante de Garum (prevista entre os 200 e os 300 litros) será posteriormente comercializada. Esta é também uma oportunidade para promover e revitalizar a história e património conservados nas Ruínas Romanas de Tróia.